# Domus de Maria
Domus de Maria è un comune italiano di 1 629 abitanti della città metropolitana di Cagliari in Sardegna.

## Storia

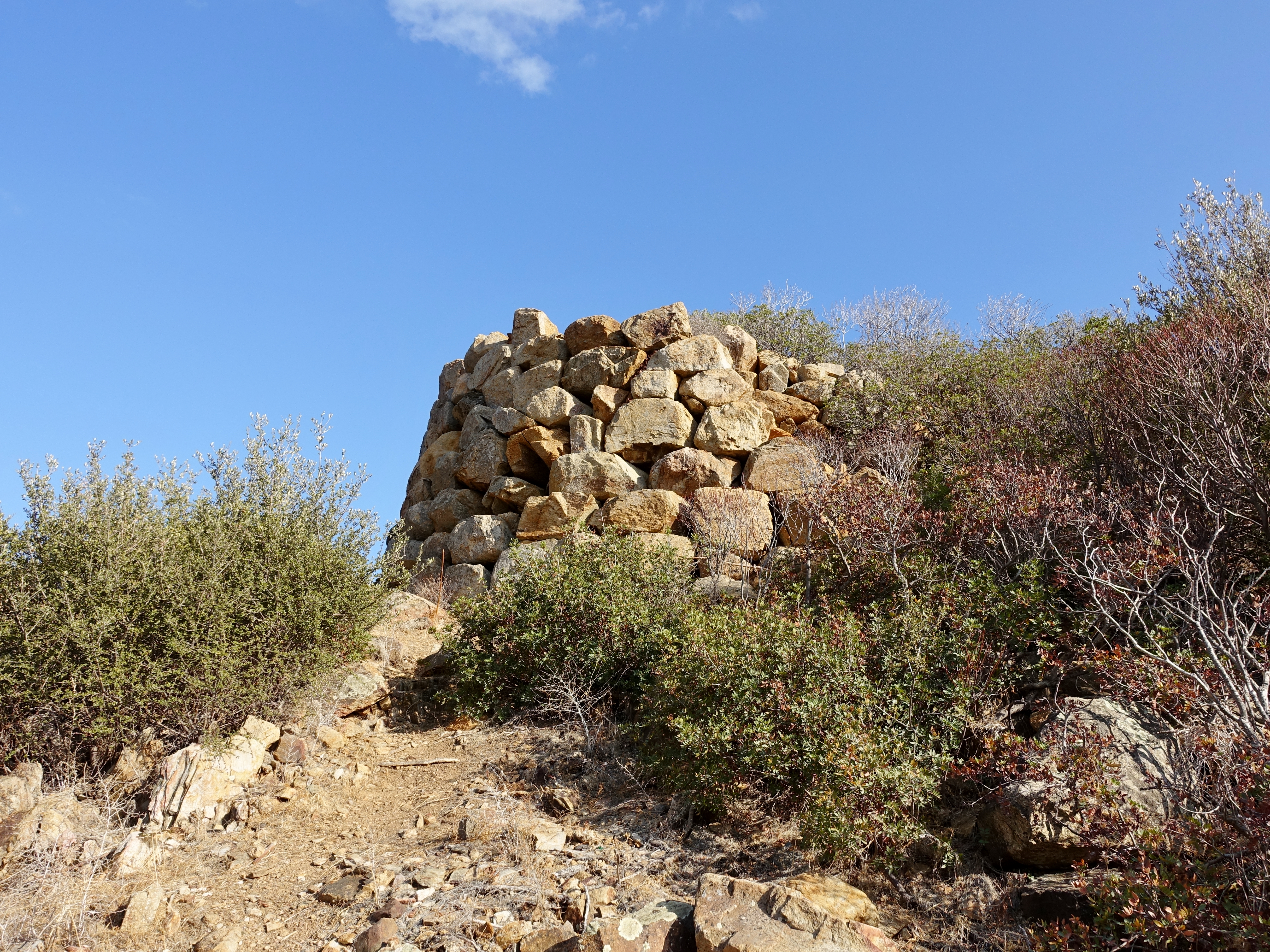
Nuraghe Baccu Idda

Nel territorio di Domus de Maria sono presenti numerosi testimonianze dell'età fenicio-punica e romana tra cui le rovine della città di Bithia. Sono presenti inoltre tracce di frequentazione risalenti all'età del bronzo con il Nuraghe Chia e i betili in località Punta Su Sensu.
L'attuale paese ha avuto origine nel XVIII secolo grazie all'insediamento dei padri Scolopi e ad un gruppo di famiglie provenienti dai territori limitrofi che si stabilirono nella zona per sfuggire alle continue incursioni barbaresche. L'abitato che si sviluppò fu incorporato nella baronia di Pula, dipendente dal marchesato di Quirra, feudo prima dei Centelles e poi degli Osorio, ai quali fu riscattato nel 1839 con la soppressione del sistema feudale.

### Simboli
Lo stemma e il gonfalone del comune di Domus De Maria sono stati concessi con decreto del presidente della Repubblica del 25 marzo 1993.
Lo stemma comunale è troncato: il primo è a sua volta semipartito troncato di azzurro, di rosso e d'oro; il secondo è di campo di cielo, al brigantino di nero, fornito di argento, navigante su un mare di azzurro, fluttuoso d'argento. 
Il gonfalone municipale è costituito da un drappo troncato di azzurro e di rosso.

## Monumenti e luoghi d'interesse

### Architetture religiose

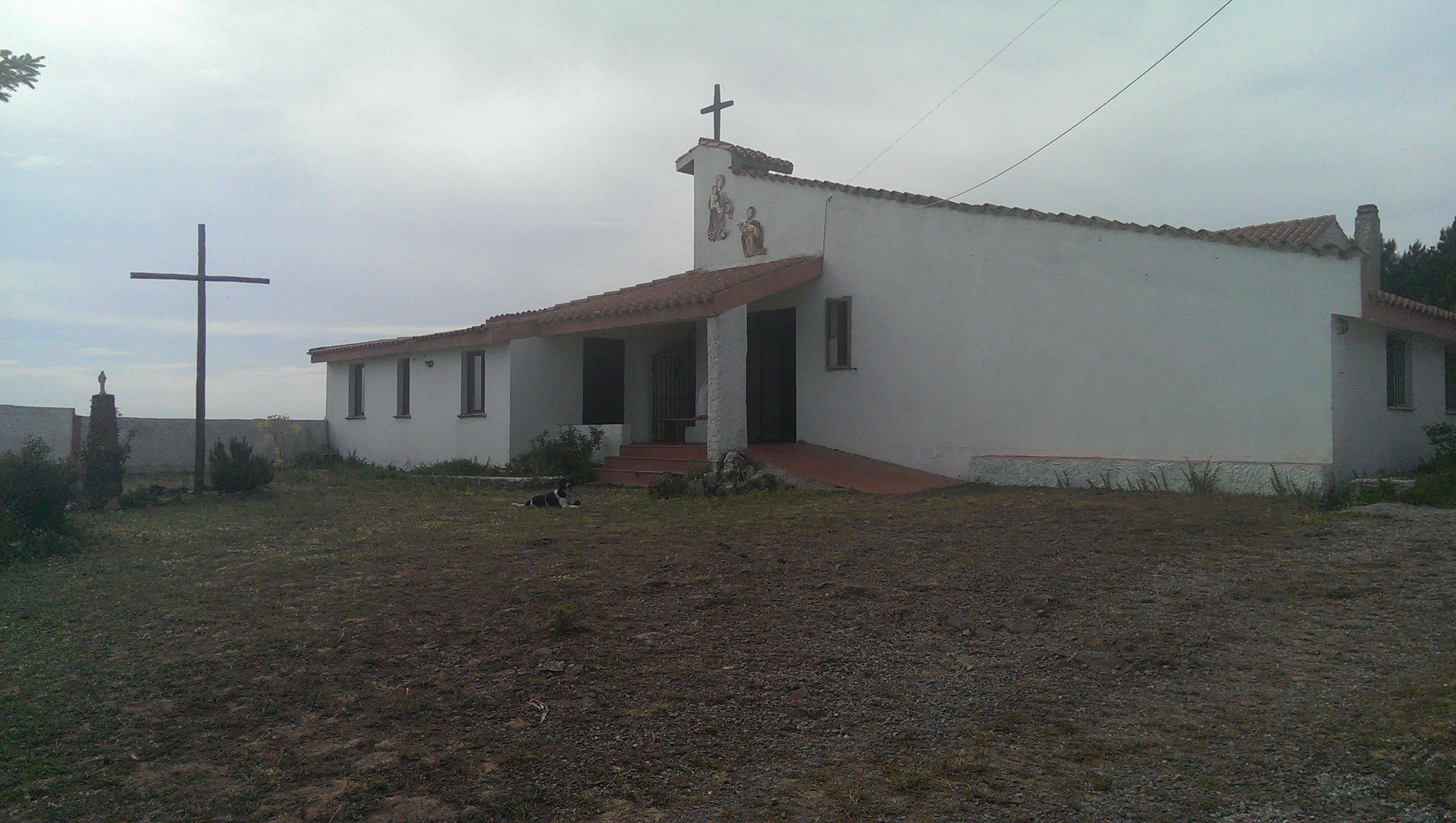
Il Santuario

- Chiesa di Nostra Signora del Rosario
- Chiesa dello Spirito Santo
- Santuario della Beata Vergine del Carmelo

### Architetture civili
- Il faro di Capo Spartivento.
- Palazzo del Comune, in Via Garibaldi 2.

### Architetture militari
- La Torre di Chia, alta 13 metri e con un diametro di 10 metri alla base, fu costruita per ordine del viceré De Moncada nel 1578. A difesa della foce del Rio di Chia dai pirati, che vi si recavano per prendere l'acqua. È parte del complesso di torri costiere di origine spagnola (XVII secolo). Una "torre de armas" attrezzata di cannoni e con una piccola guarnigione di soldati sempre presente. La torre rimase in funzione fino al XX secolo, usata negli ultimi anni della Guardia di Finanza. Tra il 1988 e l'inizio degli anni '90 è stata restaurata. Una delle principali opere di fortificazione costiera della Sardegna.

### Altro
Nel territorio comunale di Domus de Maria sono presenti le seguenti miniere dismesse:
- Miniera di Arcu Is Fossas.
- Miniera di Spinarbedda (Permesso di ricerca del 1909 - elementi ricercati: Ni, Co, W, Pb, Ag, Cu, Zn, Cu, Fe, Sb, Mo...)[5].
- Monte Santo - Punta sa Castagna (ferro).

### Siti archeologici
Numerose sono le tombe dei giganti, sepolture collettive che per la loro mole hanno preso questo nome.
Vari i nuraghe presenti in tutta la zona, tra cui: 
- nuraghe Castello de Monte Maria.
- nuraghe Baccu Idda.
- nuraghe Su Par' e Pelda.
- nuraghe Sa Peldaia, con la sua forma ad igloo.
- nuraghe su Brabudu, dalla pianta bilobata
- nuraghe Is Orbais, con la sua bella architrave.
- nuraghe  Arriu Peldosu.

- L'antica città di Bithia sorge sui resti di antichi insediamenti attribuibili ad epoca nuragica. Situata sulla collina dove in seguito costruirono la Torre di Chia. Si pensa risalga al 700/750 a.C.. L'antica città fenicia è conosciuta soprattutto per i ritrovamenti nell'area della necropoli e del tofet.
- Tempio Punico sull'isolotto di Su Cardolinu.
- Resti di abitazioni e di un altro tempio, chiamato di Bes, si trovano vicino alla spiaggia Sa Colonia.

### Aree naturali
- La riserva di Is Cannonerisi, una foresta di lecci tra le più estese d'Europa, situata a circa 800 m s.l.m..

#### Spiagge
- Chia.
- Sa Colonia.
- Su Portu.
- Cala del Morto
- Campana
- Su Giudeu
- Cala Cipolla

## Società

### Evoluzione demografica
Abitanti censiti

### Lingue e dialetti
La variante del sardo parlata a Domus de Maria è il campidanese comune.

### Tradizione e folclore
- A Pentecoste (maggio - giugno) la Sagra in onore dello Spirito Santo, giunta alla 223ª edizione[quando?], della durata di 5 giorni, nella quale il simulacro raffigurante la Santissima Trinità viene portato in processione dalla Chiesa patronale della Madonna del Rosario di Domus de Maria sino alla chiesa campestre a lui dedicata nella località turistica di Chia, accompagnato dalle tradizionali "traccas" e dai cavalieri rigorosamente in costume tradizionale. Il Lunedì dopo Pentecoste il simulacro compie il percorso inverso (Chia - Domus de Maria). Il venerdì prima di Pentecoste iniziano i festeggiamenti con la tradizionale "Cantada", la gara poetica campidanese.
- Ad ottobre (prima domenica): Festa patronale in onore della Madonna del Rosario. Il simulacro viene portato in processione per le vie del centro cittadino. In onore della Madonna del Rosario si svolge, il giorno stesso della manifestazione la tradizionale "Ditta", un'asta pubblica in sardo dove è possibile acquistare prodotti tipici.
- Giugno e settembre: Sagra del fico di Chia.
- Giugno, luglio, agosto: Sagra della focaccia mariese, della capra, della vitella e del cinghiale.

## Cultura

### Istruzione

#### Musei
- Casa Museo in Piazza Vittorio Emanuele, vi sono custoditi i reperti archeologici di epoca fenicia, punica e romana dell'antica città di Bithia rinvenuti nel tempo. Importante è la ricostruzione di una tomba fenicio-punica con tutto il corredo funerario.

### Cinema
Nel 1986 sulla spiaggia di Chia vi è stato girato il film Sotto il ristorante cinese del regista Bruno Bozzetto.

## Geografia antropica
Il territorio comunale comprende anche l'isola amministrativa di Piscinì, avente una superficie di 6,17 km².

## Economia

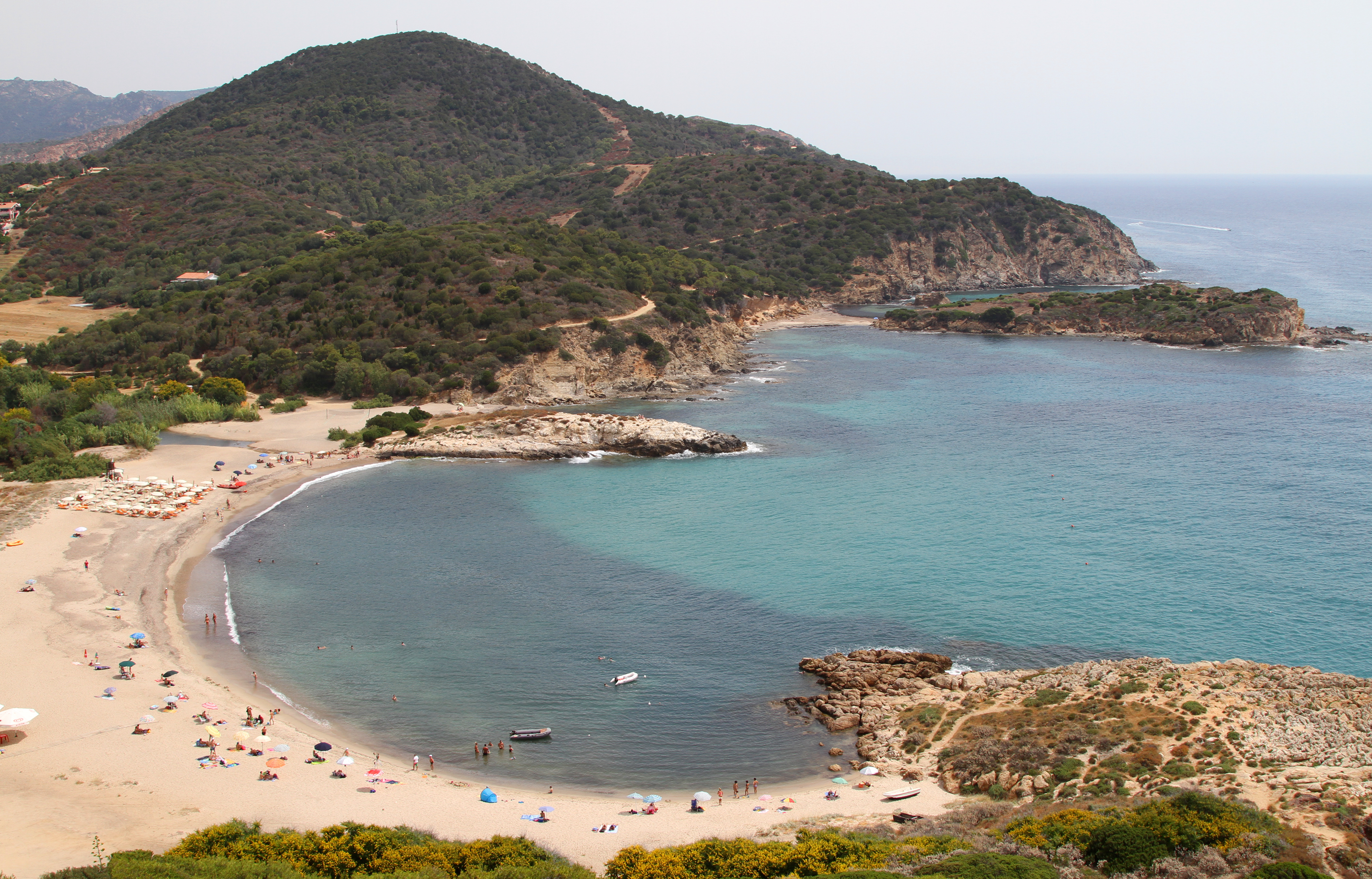
Baia di Torre Chia

### Turismo
Il comune di Domus de Maria è noto per la rinomata località turistica di Chia e per i suoi 7 km di spiagge incontaminate.

## Amministrazione
| Periodo         | Periodo         | Primo cittadino      | Partito                | Carica  | Note |
| --------------- | --------------- | -------------------- | ---------------------- | ------- | ---- |
| 1º giugno 2015  | 26 ottobre 2020 | Maria Concetta Spada | Lista civica "Il faro" | Sindaco |      |
| 26 ottobre 2020 | in carica       | Maria Concetta Spada | Lista civica "Il faro" | Sindaco |      |

## Sport

### Calcio a 5
L'A.S.D. Domus Chia Calcio a 5 è la principale società cittadina. La squadra nelle ultime stagioni è sprofondata nelle categorie regionali ma tra il 2005 e il 2011 disputò sei campionati consecutivi in serie A2.